# Melbourne Victory Football Club 2015-2016
Questa voce raccoglie le informazioni riguardanti il Melbourne Victory Football Club nelle competizioni ufficiali della stagione 2015-2016.

## Rosa
| N. |                               | Ruolo | Calciatore         |
| -- | ----------------------------- | ----- | ------------------ |
| 1  | Australia (bandiera)          | P     | Danny Vukovic      |
| 2  | Australia (bandiera)          | D     | Jason Geria        |
| 3  | Australia (bandiera)          | D     | Scott Galloway     |
| 4  | Australia (bandiera)          | D     | Nick Ansell        |
| 5  | Macedonia del Nord (bandiera) | D     | Daniel Georgievski |
| 6  | Australia (bandiera)          | C     | Leigh Broxham      |
| 7  | Brasile (bandiera)            | C     | Guilherme Finkler  |
| 8  | Albania (bandiera)            | A     | Besart Berisha     |
| 9  | Nuova Zelanda (bandiera)      | A     | Kosta Barbarouses  |
| 10 | Australia (bandiera)          | A     | Archie Thompson    |
| 11 | Australia (bandiera)          | A     | Connor Pain        |
| 13 | Australia (bandiera)          | C     | Oliver Bozanic     |

| N. |                      | Ruolo | Calciatore             |
| -- | -------------------- | ----- | ---------------------- |
| 14 | Tunisia (bandiera)   | C     | Fahid Ben Khalfallah   |
| 15 | Australia (bandiera) | D     | Giancarlo Gallifuoco   |
| 16 | Australia (bandiera) | C     | Rashid Mahazi          |
| 17 | Francia (bandiera)   | D     | Matthieu Delpierre     |
| 18 | Australia (bandiera) | D     | Dylan Murnane          |
| 19 | Australia (bandiera) | C     | George Howard          |
| 20 | Australia (bandiera) | P     | Lawrence Thomas        |
| 21 | Australia (bandiera) | C     | Carl Valeri (capitano) |
| 22 | Australia (bandiera) | C     | Jesse Makarounas       |
| 24 | Australia (bandiera) | D     | Thomas Deng            |
| 30 | Australia (bandiera) | P     | Lucas Spinella         |